# Lavanam
Goparaju Ramachandra Lavanam (10 de octubre de 1930 – 14 de agosto de 2015), conocido popularmente como G. Lavanam O Lavanam, era un reformista social indio y gandhista. Trabajó para terminar con la discriminación de castas en sociedad india. Era ateo y cofundó la institución Samskar junto con su esposa Hemalatha Lavanam.

## Vida
Hijo del dirigente ateo Goparaju Ramachandra Rao (llamado "Gora") y de Saraswathi Gora, nació el 10 de octubre de 1930. Comienza trabajo social a la edad de 12 años, bajo la tutoría de su padre. Fue el intérprete de Vinoba Bhave durante su movimiento de reforma de la tierra en Andhra Pradesh y partes de Orissa. En 1960, se casó fuera de su casta con Hemlata Lavanam, hija del notable poeta Gurram Joshua, en Sevagram.
Lavanam ayudó en el trabajo de rehabilitación de la catástrofe del ciclón de Diviseema en 1977 (acaecido en Andhra Pradesh) .
Él y su mujer trabajaron a través de su organización Samskar, para reformar el sistema Jogini/Devadasi, prevaleciente en Andhra Pradesh. Su mujer, una conocida atea y reformista social, murió el 19 de marzo de 2008 en la edad de 75 por cáncer de ovario. Lavanam murió el 14 de agosto de 2015, debido a Síndrome de disfunción multiorgánica en un hospital en Vijayawada, Andhra Pradesh.

## Puntos de vista y opiniones
Lavanam ha apoyado la formación del nuevo estado de Telangana. Según él,  había pocos lazos culturales y sociales entre Telangana y Andhra. Escribió una petición a la Alta Corte de Andhra Pradesh para la inclusión de una opción atea en el censo indio.

## Premios
- 2009: Premio Jamnalal Bajaj por reasentar y proporcionar oportunidades de empleo a los miembros de las tribus Vimukta Jat.[10][11]

- 2011: Premio al Logro de por vida, de la Sociedad de Servicio Internacional, (que está afiliado al Vaishnava Centro para Ilustración), por su contribución a servicio y paz mundiales a humanidad.[12]
- 2015 Premio al Humanista Internacional, del Probe Resource Center for Journalist, por su contribución para promover los derechos humanos y las reformas sociales.[13]

## Libros
- Gandhi as We Have Known Him, con Mark Lindley (Gandhi Nacional Museo, Nueva Delhi, 2005; 2.ª edición, 2009)